# のぼる小寺さん
『のぼる小寺さん』（のぼるこてらさん）は、珈琲による日本の漫画。『good!アフタヌーン』（講談社）にて、2015年2号から2017年5号まで連載された。
2020年に実写映画化された。

## あらすじ
ボルダリングをしている小寺さんに周囲の人々が影響を受けていく。

## 登場人物
小寺
小柄で金髪の短髪。
近藤
田崎あかり
倉田梨乃

## 書誌情報
- 珈琲『のぼる小寺さん』講談社〈アフタヌーンKC〉、全4巻
  1. 2015年7月7日発売[2]、978-4-06-388070-0
  2. 2016年2月5日発売[3]、978-4-06-388119-6
  3. 2016年10月7日発売[4]、978-4-06-388190-5
  4. 2017年5月1日発売[5]、978-4-06-388256-8

## 実写映画
2020年7月3日より公開。当初は6月5日に公開予定だったが、新型コロナウイルスの感染拡大に伴い公開が延期された。

### キャスト
- 小寺：工藤遥[1]
- 近藤：伊藤健太郎[1]
- 四条：鈴木仁[1]
- 倉田梨乃：吉川愛[1]
- 田崎ありか：小野花梨[1]
- 益子：両角周
- 津田：田中偉登
- 烏丸梢：中村里帆
- 国領：小林且弥
- エリカ：大和田南那[7]

### スタッフ
- 監督：古厩智之[1]
- 原作：珈琲『のぼる小寺さん』（講談社アフタヌーンKC刊）
- 脚本：吉田玲子[1]
- 音楽：上田禎
- 主題歌：CHAI『keep on rocking』（Sony Music Entertainment (Japan) Inc.）
- エグゼクティブ・プロデューサー：岡本東郎
- プロデューサー：田中亮祐、村山えりか、田中美幸
- スーパーバイジング・プロデューサー：久保田修
- ライン・プロデューサー：半田健
- 撮影：下垣外純
- 照明：佐々木貴史
- 美術：須坂文昭
- 音響：菊池信之
- 編集：大重裕二
- 助監督：土岐洋介
- ボルダリング監修：藤枝隆介
- ボルダリング指導：酒井悠
- 撮影協力：足利市映像のまち推進課、栃木県立足利清風高等学校、下仁田町 ほか
- MA：アオイスタジオ
- ラボ：IMAGICA
- 配給：ビターズ・エンド[1]
- 製作者：藤本鈴子、磯野史訓、定井勇二、久保田修
- 制作プロダクション：C&Iエンタテインメント
- 製作：映画「のぼる小寺さん」製作委員会（VAP、テレビ東京メディアネット、ビターズ・エンド、C&Iエンタテインメント）